# Joaquim Matos
Joaquim Fonseca Henriques de Matos (Vilar Torpim, Figueira de Castelo Rodrigo, 12 de maio de 1935 – Lisboa, 26 de maio de 2011) foi um magistrado português. Desembargador, vice-presidente e presidente no Tribunal da Relação de Lisboa, Juiz Conselheiro, quer no Supremo Tribunal de Justiça (Portugal), quer no Conselho Superior de Justiça de Macau, e vogal e vice-presidente do Conselho Superior da Magistratura.

## Carreira
- Licenciou-se em Direito e seguiu carreira na magistratura;[1][2]
- Iniciou funções de como delegado do procurador da República de 3.ª classe (1961) em Cabeceiras de Basto;[1][2]
- Passou à 2.ª classe (1964) e foi colocado como delegado do procurador da República na comarca de Montalegre;[1][2]
- Subiu à 1.ª classe (1965), e exerceu funções como delegado do procurador da República nas comarcas de Braga e Lisboa (1966);[1][2]
- Foi promovido a juiz de Direito de 1.ª Instância de 3.ª classe, tendo exercido funções nas comarcas do Sabugal (1968), Montemor-o-Novo (1969), Alenquer (1970) e no juízo de instrução criminal de Lisboa (1973);[1][2]
- Atingiu a 1.ª classe e foi colocado como juiz de Direito no Tribunal Central Tutelar de Menores de Lisboa (1975), transitando depois para o Tribunal da Família de Lisboa (1980);[1][2]
- Foi nomeado juiz auxiliar da Relação de Lisboa (abril de 1986), ascendendo a desembargador efetivo deste mesmo tribunal (dezembro de 1988);[1][2]
- Em fevereiro de 1991, é eleito, pelos seus pares, Vice-Presidente do Tribunal da Relação de Lisboa;[1][2]
- Em 11 de maio de 1993, é eleito, pelos seus pares, Presidente do Tribunal da Relação de Lisboa, tomando posse no cargo a 20 de maio de 1993;[1][2]
- Em maio de 1994, é nomeado Juiz Conselheiro interino no Supremo Tribunal de Justiça, tornando-se, em dezembro de 1994, Juiz Conselheiro efectivo, naquela mais alta instância do judiciário;[1][2]
- Em maio de 1996 é designado Juiz Conselheiro no Conselho Superior de Justiça de Macau, em representação do Ministro da Justiça de Portugal;[3][1][2]
- Entre 1989 e 1992, foi, por eleição, vogal efetivo do Conselho Superior de Magistratura;[1][2]
- Entre 31 de março de 1998 e 29 de março de 2001, foi, por eleição, vice-presidente do CSM, cargo para que foi eleito;[1][2]
- Em 9 de maio de 2002, foi cofundador do Círculo Cultural do Supremo Tribunal de Justiça ;[4]
- Em março de 2003, passou à aposentação/jubilação, mas continuou a exercer funções no Supremo Tribunal de Justiça, nomeado, em comissão eventual de serviço, que só viria a cessar, a seu pedido, em 20 de janeiro de 2004.[5][2][1]

## Decisões publicadas
Dezenas de acórdãos em que foi juiz relator foram selecionados para publicação e publicados nas bases de dados jurídico-documentais, de livre acesso, do Instituto das Tecnologias de Informação do Ministério da Justiça, quer enquanto Juiz Conselheiro no Supremo Tribunal de Justiça, quer aquando desembargador no Tribunal da Relação de Lisboa.

## Vida pessoal
Nasceu a 12 de maio de 1935, em Vilar Torpim, freguesia do concelho de Figueira de Castelo Rodrigo, e foi sempre orgulhoso de ter a sua origem na Beira Interior (região). Licenciou-se em Direito. Casou com Margarida Andrade, professora, que conheceu quando em 1969 era juiz em Montemor-o-Novo, sendo o pai desta, António Lopes de Andrade Júnior, desde 1963, o presidente da câmara municipal daquele concelho alentejano.  Tiveram três filhos. Isabel Andrade Matos, advogada, António Andrade Matos, advogado, e Ana Andrade Matos, farmacêutica.